# Isotomiella minor
Isotomiella minor is een springstaartensoort uit de familie van de Isotomidae. De wetenschappelijke naam van de soort is voor het eerst geldig gepubliceerd in 1896 door Schaeffer.